# Каталектикант
У математичній теорії інваріантів каталектикантом форми парного степеня є поліном у її коефіцієнтах, який дорівнює нулю, коли форма є сумою надзвичайно малого числа степенів лінійних форм. Його ввів; див. Слово каталектика належить до неповного рядка вірша, у якому немає складу в кінці або закінчується неповною стопою.

## Binary forms
The catalecticant of a binary form of degree 2n is a polynomial in its coefficients that vanishes when the binary form is a sum of at most n powers of linear forms (Sturmfels, 1993).
The catalecticant of a binary form can be given as the determinant of a catalecticant matrix (Eisenbud, 1988), also called a Hankel matrix, that is a square matrix with constant (positive sloping) skew-diagonals, such as
{\displaystyle {\begin{bmatrix}a&b&c&d&e\\b&c&d&e&f\\c&d&e&f&g\\d&e&f&g&h\\e&f&g&h&i\end{bmatrix}}.}

## Каталектикант форми четвертого степеня
Каталектикант форми четвертого степеня є результантом її других частинних похідних. Для бінарних четвертих форм каталектикант зникає, коли форма є сумою двох четвертих степенів. Для тернарних четвертих форм каталектикант зникає, коли форма є сумою п'яти четвертих степенів. Для четверних четвертих форм каталектикант зникає, коли форма є сумою дев'яти четвертих степенів. Для п'ятерних четвертих форм каталектикант зникає, коли форма є сумою чотирнадцяти четвертих степенів. (Елліотт, 1913, с. 295). (Elliott, 1913)